# Санта Луча (Верона)
Санта Луча је насеље у Италији у округу Верона, региону Венето.
Према процени из 2011. у насељу је живело 662 становника. Насеље се налази на надморској висини од 106 м.